# Liste der Gemeindeverbände im Département Oise
Das Département Oise liegt in der Region Hauts-de-France in Frankreich. Es untergliedert sich in 21 Gemeindeverbände.
Siehe auch: Liste der Gemeinden im Département Oise

## Gemeindeverbände

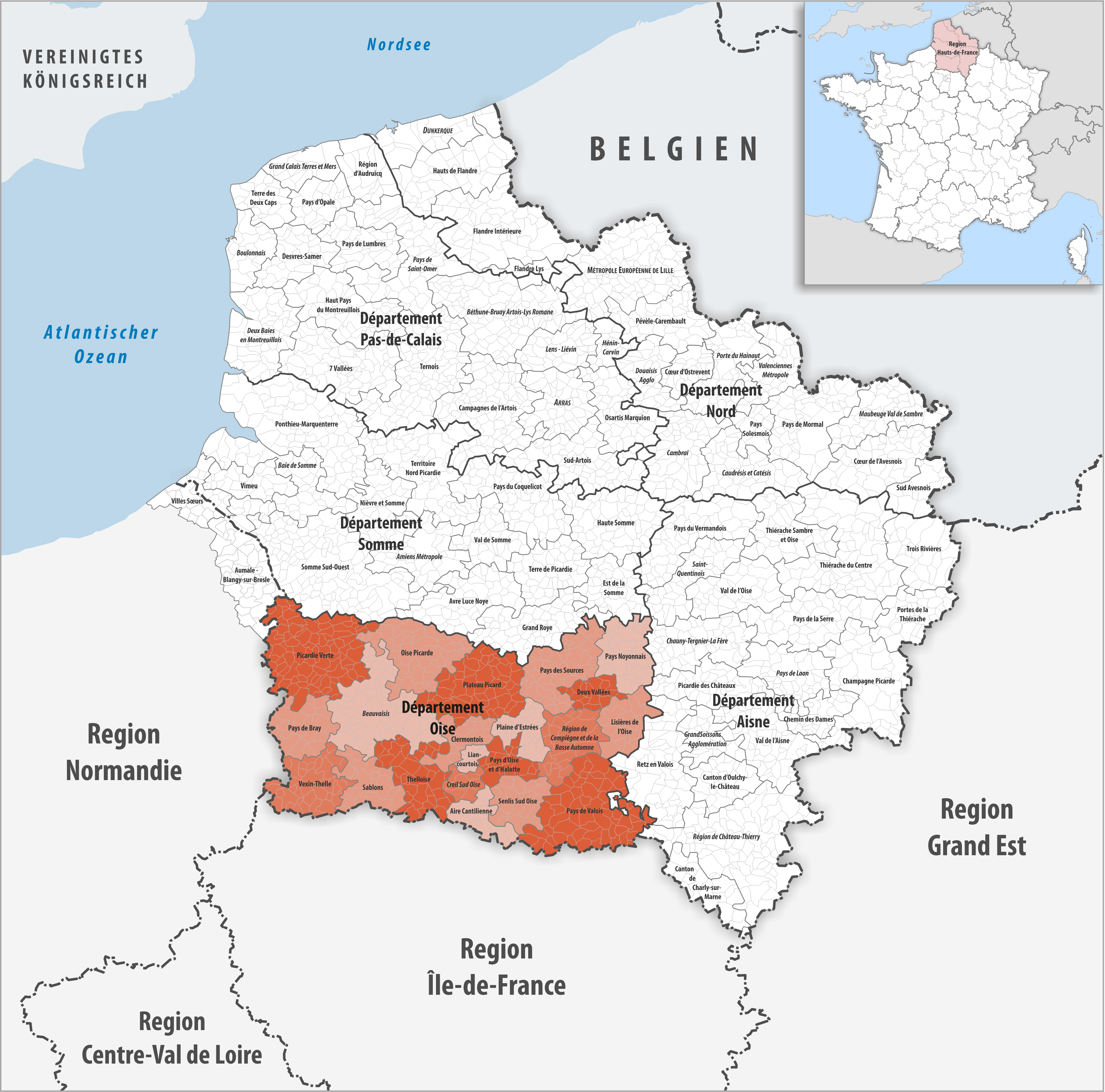
Gemeindeverbände im Département Oise

| Gemeindeverband                            | Gemeinden im Départ./Verband | Einwohner 1. Januar 2022 | Fläche km² | Dichte Einw./km² | SIREN- Nummer | Rechtsform                 | Gründungsdatum    |
| ------------------------------------------ | ---------------------------- | ------------------------ | ---------- | ---------------- | ------------- | -------------------------- | ----------------- |
| Aire Cantilienne                           | 11/11                        | 44.820                   | 149,55     | 300              | 246 000 764   | Communauté de communes     | 26. Dezember 1994 |
| Beauvaisis                                 | 53/53                        | 103.404                  | 538,98     | 192              | 200 067 999   | Communauté d’agglomération | 30. November 2016 |
| Clermontois                                | 18/18                        | 37.784                   | 147,20     | 257              | 246 000 376   | Communauté de communes     | 27. Dezember 1999 |
| Creil Sud Oise                             | 11/11                        | 89.897                   | 83,49      | 1.077            | 200 068 047   | Communauté d’agglomération | 30. November 2016 |
| Deux Vallées                               | 16/16                        | 22.569                   | 113,88     | 198              | 246 000 772   | Communauté de communes     | 21. Dezember 1995 |
| Liancourtois                               | 10/10                        | 23.878                   | 48,67      | 491              | 246 000 129   | Communauté de communes     | 14. Februar 1963  |
| Lisières de l’Oise                         | 20/20                        | 15.940                   | 210,44     | 76               | 246 000 749   | Communauté de communes     | 8. September 1994 |
| Oise Picarde                               | 52/52                        | 20.939                   | 395,62     | 53               | 200 068 005   | Communauté de communes     | 21. November 2016 |
| Pays de Bray                               | 23/23                        | 18.144                   | 244,83     | 74               | 246 000 913   | Communauté de communes     | 31. Dezember 1997 |
| Pays de Valois                             | 62/62                        | 55.394                   | 614,35     | 90               | 246 000 871   | Communauté de communes     | 24. Dezember 1996 |
| Pays des Sources                           | 48/48                        | 22.141                   | 350,99     | 63               | 246 000 855   | Communauté de communes     | 31. Dezember 1996 |
| Pays d’Oise et d’Halatte                   | 17/17                        | 34.438                   | 139,47     | 247              | 246 000 921   | Communauté de communes     | 31. Dezember 1997 |
| Pays Noyonnais                             | 42/42                        | 31.879                   | 266,98     | 119              | 246 000 756   | Communauté de communes     | 8. Dezember 1994  |
| Picardie Verte                             | 88/88                        | 32.134                   | 633,19     | 51               | 246 000 848   | Communauté de communes     | 31. Dezember 1996 |
| Plaine d’Estrées                           | 19/19                        | 18.167                   | 164,04     | 111              | 246 000 897   | Communauté de communes     | 9. Juni 1997      |
| Plateau Picard                             | 52/52                        | 29.684                   | 439,28     | 68               | 246 000 566   | Communauté de communes     | 23. Dezember 1999 |
| Région de Compiègne et de la Basse Automne | 22/22                        | 83.708                   | 263,77     | 317              | 200 067 965   | Communauté d’agglomération | 30. November 2016 |
| Sablons                                    | 21/21                        | 38.502                   | 225,64     | 171              | 246 000 582   | Communauté de communes     | 27. Juni 2000     |
| Senlis Sud Oise                            | 17/17                        | 25.012                   | 203,42     | 123              | 200 066 975   | Communauté de communes     | 15. November 2016 |
| Thelloise                                  | 41/41                        | 61.730                   | 313,35     | 197              | 200 067 973   | Communauté de communes     | 30. November 2016 |
| Vexin Thelle                               | 37/37                        | 20.561                   | 313,08     | 66               | 246 000 707   | Communauté de communes     | 13. April 2000    |